# Софроний Охридски
Софроний е православен духовник, охридски архиепископ около 1566-1572 година.
Сведенията за Софроний са малко. Той е споменат като архиепископ в жалба на бившия константинополски патриарх Йоасаф II, писана в края на 1566 или началото на 1567 година. Заемал е поста и през 1572 година, когато пише писмо на новия патрирах Йеремия II. Не е известно кога умира или напуска архиепископската длъжност, но наследникът му Йоаким подава оставка през 1578 г.